# Catherine Delahunty
Catherine Delahunty (Wellington, 1 de novembre de 1953) és una política neozelandesa i diputada de la Cambra de Representants de Nova Zelanda des de les eleccions de 2008. És membre del Partit Verd.

## Inicis
Va néixer a Wellington l'1 de novembre de 1953. Abans de ser diputada treballà per Greenpeace i pel consell del districte de Thames-Coromandel a Waikato.

## Diputada
| Parlament de Nova Zelanda |      |                |        |        |
| Anys                      | Leg. | Circumscripció | Llista | Partit |
| 2008-2011                 | 49   | Llista         | 8      | Verd   |
| 2011-actualitat           | 50   | Llista         | 4      | Verd   |

Delahunty fou la candidata pel Partit Verd a East Coast en les eleccions de 2008. Va quedar en quart lloc amb el 5,37% del vot. Fou elegida com a diputada de llista al trobar-se vuitena en la llista electoral del partit.
En les eleccions de 2011 fou la candidata a Coromandel. Va quedar en tercer lloc amb el 16,18% del vot. Al trobar-se quarta en la llista del Partit Verd va ser elegida de nou.

## Vida personal
La seva parella és Gordon Jackman.